# イヴェタ・バルトショヴァ
イヴェタ・バルトショヴァ（Iveta Bartošová、1966年4月8日 - 2014年4月29日）は、当時のチェコスロバキア（現：チェコ）出身のポップミュージシャンである。
活動開始は1983年。彼女の黄金時代は1980年代の後半から1990年代前半であり、ナイチンゲール賞などの歌手賞を受賞してチェコ・テレビのアンケートで上位を獲得していた。歌手活動の他、映画・テレビ番組への出演、絵画制作、児童への読み聞かせなどを行っている。

## 来歴・活動

### デビューまで
イヴェタ・バルトショヴァはチェコ共和国の北東部、モラヴィアのベスキド地方のチェラドナ村に生まれた。彼女は少女時代をフレンシュタット・ポッド・ラドホシュテム市で過ごした。彼女は双子である。15分早く生まれた彼女の双子の姉、イヴァナ・バルトショヴァも歌手である。イヴァナはイヴェタと名前が紛らわしかったので、「ヴィアナ」の名前で1980年代にいくつか歌を発表した後、スイスへと移住した。 他に2歳年上の兄、ルミールがいる。イヴェタ・ファルトショヴァは小学校時代、クロスカントリーのある学校に通った。高校時代、彼女は声楽とピアノ演奏を学び、チャペルでそれを披露した。 歌手として成功し始めたのは1983年のことであり、歌唱コンテストで地区、地方、全土と次々とレベルを上げて行った。

### ペトル・セペシとの活動
1983年、彼女は若い歌手だったペトル・セペシ（1960年4月23日 - 1985年7月29日）と知り合いになった。彼らは二人組を組んだ。1984年に彼女はギムナジウムでアビトゥーアを取得した。彼らの歌は多くはラブソングだった。1985年に彼らにとって唯一のアルバムとなってしまうKnoflíky lásky（恋愛スイッチ）がリリースされた。 彼らの活動は1985年7月29日に、セペシが交通事故により25歳で亡くなったため終了した。

### 黄金時代
ペトル・セペシの死から数か月後、イヴェタ・バルトショヴァは活動を再開した。1986年に彼女はミュージックグループBaletとコラボを組み、後に Kroky『歩み』と組んだ。このコラボは長くなかったが、この時リリースされたLéto（夏）がヒットした。その他彼女は人気のディスコの歌曲を保持していた。1986年彼女はナイチンゲール賞の金賞を受賞した。 1987年春、彼女はラディスラフ・シュタイドルのオーケストラとのコラボを開始した。彼はミュージシャン、作曲者、編曲者、プロデューサーであり、その後彼女の人生のパートナーになった。 彼はバルトショヴァのために、Málo mě zná （私を知っている人は少ない）を作曲した。1987年、彼女の最初のリサイタルが始まり、最初のソロアルバムI.B. がリリースされた。タイトルは彼女のイニシャルにちなんだ。このアルバムは翌年出版社からゴールデンディスク賞を受賞した。続いて1989年にアルバムBlízko nás （私の近くで）をリリースし成功を収めた。
1990年 2つの特別なCDがリリースされた。一つは子供向け民謡である。もう1つのCloser Now は海外展開のため英語版も発売されたポップミュージックである。1991年から1992年にコンサートツアーIveta poslouchá Luxembourg（『イヴェタ、ルクセンブルクを聞く』）が開催された。タイトルは1950年代から現代音楽の放送で人気を得ていたラジオ・ルクセンブルクにちなんだ。 コンサートツアーでイヴェタは1960年代から70年代の外国の歌を歌い、レパートリーを増やしていった。1980年代終わりから1990年代初めが、彼女の黄金時代と言われている。このころは熱心な2つのファンクラブが存在した。

### 黄金時代以降
1996年10月11日にラディスラフ・シュタイドルとの間に息子アルトゥル・シュタイドルが生まれた。しかし1990年代前半に、イヴェタとラディスラフは別れた。1997年、彼女は最初の音楽劇を始めた。この前の数年間彼女の人気には陰りが見え始めたが、彼女は再び人気を取り戻し始めていた。1990年代後半の彼女の代表作としては、1973年に公開された映画『シンデレラに3個のヘーゼルナッツを』に使用された曲Tři oříšky  『ヘーゼルナッツ3個』がある。このころ新曲を発表するとともに過去の曲の再リリースも行われた。その頃の代表作としては1999年にリリースされた、自然とロマンティックをテーマにしたBílý kámen（白い石）がある。2002年、子供向け児童文学の読み聞かせCDをリリースした。その後数年間、個人的な問題の解決のため活動はストップした。2008年彼女はコンサートツアーに復帰した。
2008年9月、イヴェタ・バルトショヴァは俳優・映画プロデューサーのイリー・ポメイェと結婚した。これは彼女の最初の結婚だった。しかし、その後彼らの結婚生活は危機を迎え、2009年秋には別居し、2010年10月にはついに離婚した。
2009年彼女はスロバキアのダンスコンテストLet's Dance に出場した。彼女は1993年に獲得して以来16年ぶりにチェコ・テレビのアンケートの女性歌手部門1位の座を再度獲得した。
2009年から健康問題を抱えるようになり、手術を受けた。健康問題のため活動困難となり、2010年初めから夏まで歌手活動を休止した。
2010年11月イヴェタ・バルトショヴァはオストラヴァで新たなコンサートプログラムを開始した。それは旧作新作を含む多くのレパートリー、プロダンサーたちとの共演を含んだものであり、ブラックライトシアターの要素も取り入れられていた。
2014年4月29日、プラハで鉄道事故のため死去。健康悪化を苦にした自殺ともいわれている。

## ポップミュージック以外の歌手活動
イヴェタ・バルトショヴァはポップミュージックで成功を収めたが、他の分野への進出も積極的だった。
民謡の他、1990年にリリースされた子供向けの音楽もある。ジュゼッペ・ヴェルディのアリア『私は帰ってくる』なども歌っている。
1980年代から彼女はテレビ番組のオープニング、エンディングを歌っている。1986年、彼女は音楽童話のテレビ番組Co takhle svatba, princi?（『結婚しますか 王子?』）で歌い、その他出演や歌唱を担当した 。1980年代後半、 リサイタルフィルムJenom sen（『ただの夢』）が製作された。

イヴェタ・バルトショヴァの歌はほとんどチェコ語で、初期のヒット曲やラジオ・ルクセンブルクで歌われたものには英語版もある。その他いくつか他の言語でリリースされたものもある。
多くの作詞家が彼女のための作詞をしている。1990年代後半から彼女自身もコラボで作詞をし、その後何度か作曲もしている。

## 受賞歴
- ナイチンゲール賞
  - 金賞 - 1986年, 1990年, 1991年 [4]
  - 銀賞 - 1987年, 1988年, 1989年, 1999年, 2000年 [4]
  - 銅賞 - 2001年, 2002年, 2003年 [4]

- チェコ・テレビの女性歌手部門のアンケート[5]
  - 1位 - 1991年、1992年、1993年、2009年
  - 2位 - 1994年、1998年、1999年
  - 3位 - 複数回

民謡の年間賞に2回ノミネートされたことがある。

## 歌手以外の活動
音楽映画への出演のほか、彼女は映画 Svatba upírů『ヴァンバイヤの結婚』で主要キャストを演じた

。この作品で、スペインの映画祭Fantastic Burgos 1994 で視聴者から賞を獲得し、1994年にはInternational Fantasy Film Award にノミネートされた。
彼女はテレビ、ラジオその他媒体でも積極的に活動し、ラジオ番組の編集、国際的な音楽祭のプレゼンターも務めた。
絵画製作もしている。一時期デザート店Lemon's Cubeの共同オーナーでもあった。
彼女は主に子供向けのチャリティー活動も行っており、チャリティーの財団のパトロンでもある。定期的に他の財団などに協力し、イベントに参加している。

## 楽曲
1985年
- Knoflíky lásky  - 『恋愛スイッチ』

1987年
- I.B

1989年
- Blízko nás  - 『私の近くで』

1990年
- Zpívání s Ivetou  - 『イヴェタの歌唱』
- Closer Now

1991年
- Natur

1992年
- Václavák  = ヴァーツラフ広場の意
- Top 13

1993年
- Tobě  - 『あなたへ』

1994年
- Malé bílé cosi  - 『小さくて白い何か』

1996年
- Medové dny  - 『はちみつな日々』
- Čekám svůj den  - 『私の日々を待つ』

1998年
- Ve jménu lásky  - 『愛の名前で』

1999年
- Bílý kámen  - 『白い石』

2000年
- Jedna jediná  - 『ただひとつの』

2002年
- Hej pane diskžokej  - 『ヘイ！ ミスターディスクジョッキー』
- Iveta Bartošová vypráví pohádky Arturovi  - 『イヴェタ・バルトショヴァがアルトゥルに語る童話』

2003年
- Dráhy hvězd  - 『星の軌道』

2005年
- Vánoční Iveta  - 『クリスマスのイヴェタ』

2006年
- Scházíš mi...  - 『あなたが恋しい』

2008年
- Jsem zpátky  - 『私は帰ってきた』
- Platinum Collection
- Gold Iveta Bartošová
- 22

2009年
- Když ticho zpívá  - 『静寂が歌うとき』

2010年
- Děkuji vám, andělové  - 『ありがとう、エンジェル』